# FreeMind
FreeMind je svobodný software pro tvorbu myšlenkových map, licencovaný pod GNU GPL. Je napsaný v Javě.

## Funkce
Mezi nejvýznamnější funkce aplikace FreeMind patří:
- Rozbalování a zabalování větví dokumentu
- Export do HTML, XHTML, PNG, JPEG, SVG, PDF, Flash
- Prohlížení nativního formátu .mm ve webovém prohlížeči pomocí java applet pluginu
- Ikony, vázané k uzlům
- Obláčky kolem větví
- Grafické odkazy spojující uzly
- Hledání, včetně omezení na jednotlivé větve
- Uzly mohou odkazovat na web i lokální soubory

## Formát souborů
Formát souborů je založen na XML.

## Integrace s Wiki systémy
- WikkaWiki  Archivováno 10. 5. 2022 na Wayback Machine. — PHP/MySQL wiki, která umí vykreslovat vložená data z FreeMind.
- Dokuwiki  — PHP wiki. Obsahuje plugin pro Freemind.
- Drupal — umožňuje vytvářet a prohlížet myšlenkové mapy ve formátu FreeMind. Potřebný modul vyžaduje pro svou funkci Flash nebo Javu, nainstalovanou na webserveru.
- MoinMoin
- JSPWiki
- Trac